# Thyreodon ornatipennis
Thyreodon ornatipennis är en stekelart som beskrevs av Cresson 1874. Thyreodon ornatipennis ingår i släktet Thyreodon och familjen brokparasitsteklar. Inga underarter finns listade i Catalogue of Life.